# Julius Bernstein
Julius Bernstein (Berlino, 18 dicembre 1839 – Halle, 6 febbraio 1917) è stato un fisiologo tedesco.

## Biografia
Figlio del giornalista e ebreo riformista Aaron Bernstein.
Docente all'Università "Martin Lutero" di Halle-Wittenberg dal 1872, fu uno dei massimi esperti degli effetti dell'elettricità sul corpo umano. Fu assistente di Hermann von Helmholtz all'università di Heidelberg dal 1864.